# Памашенер
Памашенер (мар. Памашэҥер) — деревня в Волжском районе Республики Марий Эл. Входит в состав Сотнурского сельского поселения.

## География
Находится в южной части республики Марий Эл на расстоянии приблизительно 37 км по прямой на северо-восток от районного центра города Волжск.

## История
Известна с 1795 года как выселок Клыков из села Сотнур. В 1839 году здесь (выселке Клики) был 21 двор и числилось 69 душ мужского пола. В 1859 году (уже околоток Памашенер) находились 35 дворов и проживали 204 человека, в 1895—299 человек, в 1923—323 человека (66 дворов), в 1980—254 человека (74 хозяйства). В советское время работали колхозы «Йошкар памаш», имени Жданова, совхоза «Дружба», позднее СХПК «Дружба».

## Население
Население составляло 160 человек (мари 99 %) в 2002 году, 173 в 2010.